# Wielki Meczet w Bursie
Wielki Meczet (tur. Bursa Ulu Camii) – meczet w Bursie, w północno-zachodniej Turcji. Znajduje się na zachodnim krańcu głównej arterii miasta: Atatürk Caddesi. Jest największą świątynią muzułmańską w tym mieście.

## Historia
Obiekt wzniesiono w latach 1396-1400 na polecenie czwartego sułtana Imperium Osmańskiego Bajazyda I. Zbudowano go z okazji zwycięstwa sułtana nad królem węgierskim Zygmuntem Luksemburskim w bitwie pod Nikopolis nad Dunajem w 1396 - ostatnią w dziejach wyprawą krzyżową. Zgodnie z legendą, przed bitwą sułtan obiecał, że jeśli zwycięży, każe zbudować 20 meczetów. Słowa nie dotrzymał, gdyż postawił tylko jeden meczet, choć z 20 kopułami.

## Architektura
Świątynia góruje nad miastem niczym forteca. Wybudowano ją z żółtego wapienia pochodzącego z pobliskiej góry Uludağ. Posiada dwa wysokie minarety: jeden w północno-zachodnim, a drugi w północno-wschodnim narożu budowli. Na pierwszym z nich umieszczono inskrypcje mówiące o fundatorze, drugi zaś powstał prawdopodobnie dopiero za czasów jego syna, sułtana Mehmeda I. Świątynię zbudowano w stylu charakterystycznym dla epoki seldżuckiej - wielka kamienna budowla na planie kwadratu lub prostokąta zwieńczona wieloma małymi kopułami. Z zewnątrz nie wyróżniająca się niczym szczególnym bryła (o wymiarach 63x50 m), wewnątrz skrywa imponujące portale. W środku, na 12 masywnych filarach wznosi się 20 kopuł (po 4 kopuły w rzędzie). Środkowa oś jest sklepiona największymi kopułami biegnącymi od portalu do mihrabu. Spoczywają na wielkich pendentywach, a z zewnątrz są podtrzymywane przez ośmiokątne bębny. Druga z kolei kopuła jest przeszklona i unosi się nad piętrową fontanną ablucyjną (şadırvan). Pierwotnie była otwarta na zewnątrz, a oszklona została podczas prac restauracyjnych z XIX wieku. Şadırvan w środku meczetu to rzadkie rozwiązanie w architekturze islamskiej, jednakże charakterystyczne dla meczetów budowanych przez Seldżuków. Kolumny i ściany meczetu zdobią wykaligrafowane inskrypcje z Koranu. Są one pozostałością pierwotnej dekoracji świątyni. Wówczas filary były podobno zdobione czystym złotem do wysokości metra. Minbar jest zaś rzeźbiony z drzewa orzechowego i należy do jednych z najcenniejszych obiektów tego typu czasów wczesnoosmańskich.

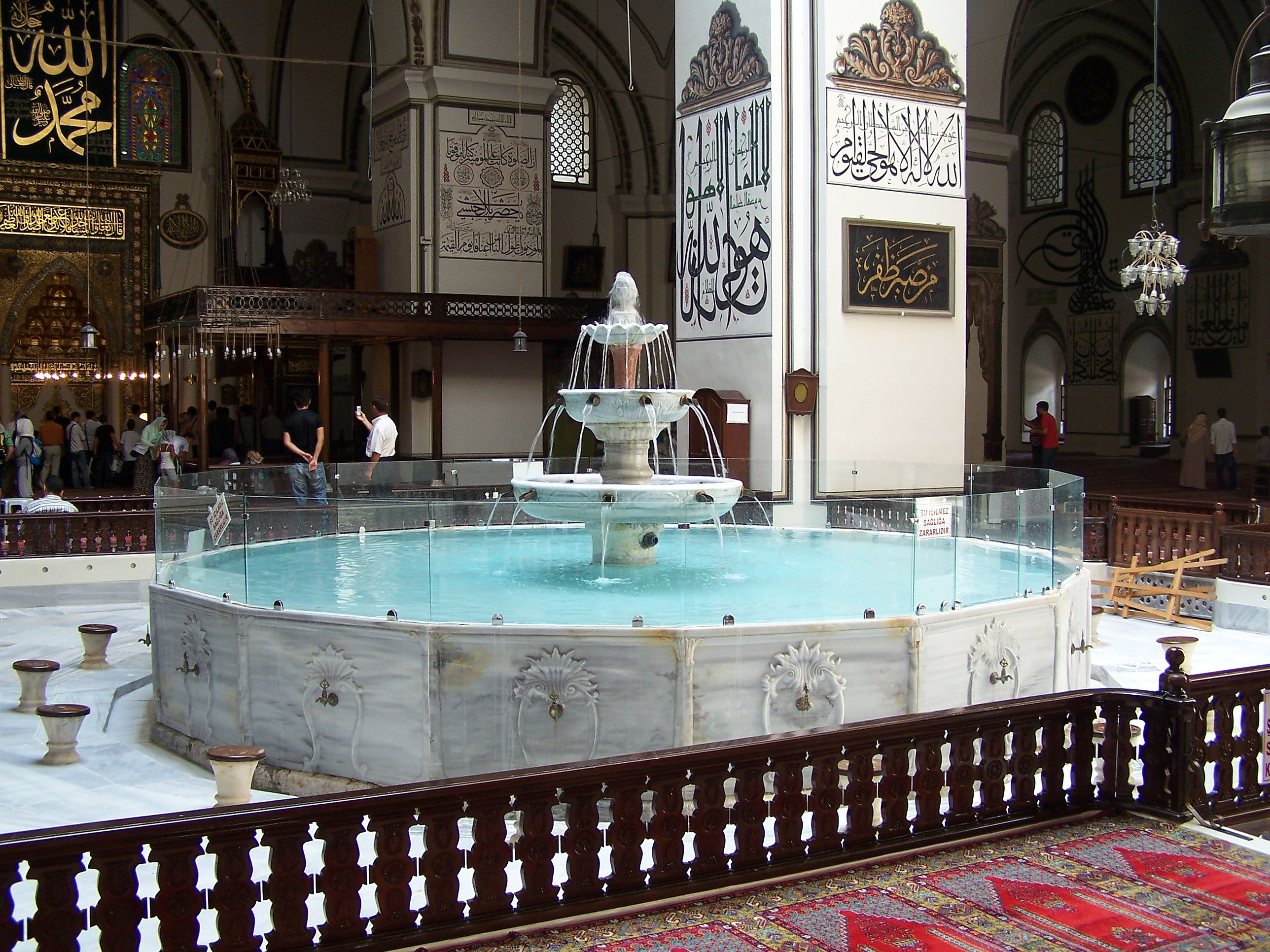
Şadırvan
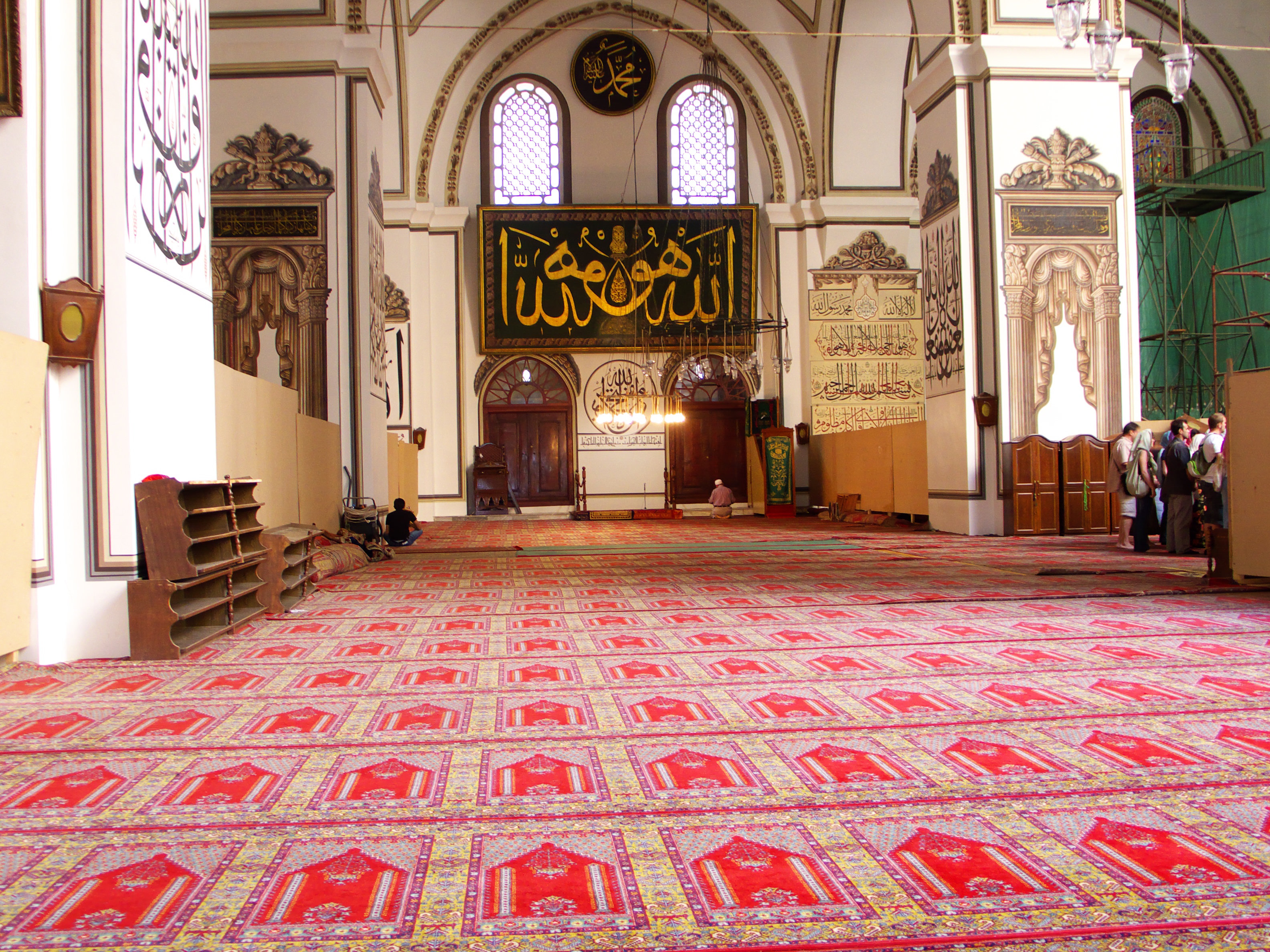
Widok ogólny wnętrza
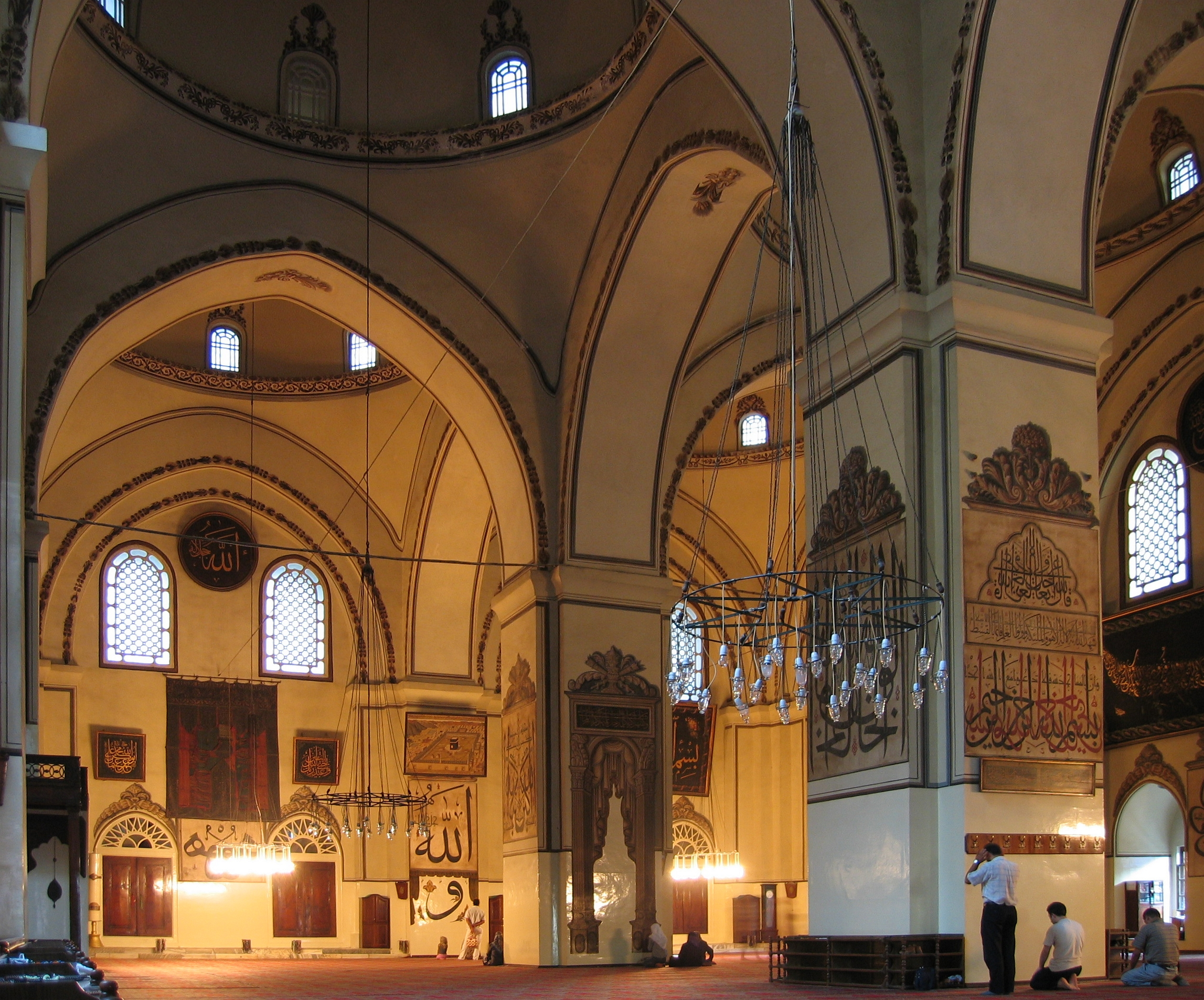
Widok ogólny wnętrza
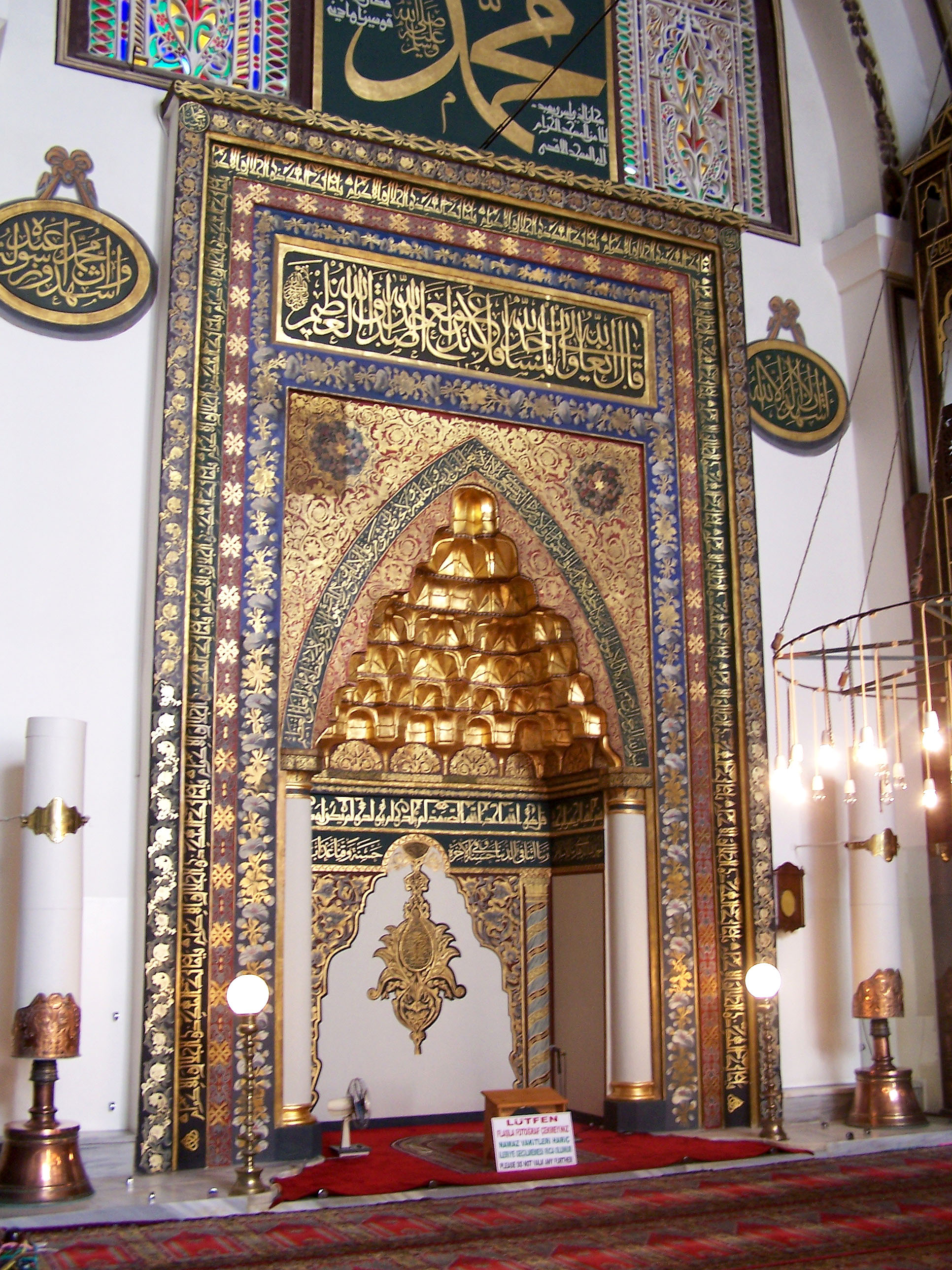
Mihrab